# CONFEUNASSC-CNC
La Confederación Nacional de Afiliados al Seguro Social Campesino -  Coordinadora Nacional Campesina CONFEUNASSC-CNC es una organización social que agrupa a los afiliados al Seguro Social Campesino así como a organizaciones de base y de carácter regional como asociaciones de productores, juntas de regantes, cabildos y más comunidades campesinas de 23 provincias del Ecuador.

## Historia
El proceso CONFEUNASSC y CNC, no se remite al momento de su constitución, sino que responde a un proceso político organizativo previo, que va desde la formulación de propuestas, la construcción de las organizaciones provinciales, articuladas a los procesos de lucha por el acceso a la tierra, agua, crédito y en contra de las políticas neo-liberales que se implantaban en décadas pasadas.
Ha llevado durante estos años una campaña propia en defensa del IESS y del Seguro Campesino, así como también reivindicando la solución de otros problemas que afectan los campesinos del Ecuador.

La organización terminó controlada por militantes del Pachakutik

## Acciones importantes
La CONFEUNASSC-CNC forma parte de la Coordinadora Latinoamericana de Organizaciones de Campo CLOC y de la Via Campesina
- Datos: Q5737393